# Pieni Rauvanvesi
Pieni Rauvanvesi är en del av en sjö i Finland. Den ligger i Rantasalmi i landskapet Södra Savolax, i den sydöstra delen av landet, 270 km nordost om huvudstaden Helsingfors. Pieni Rauvanvesi ligger 98 meter över havet. I omgivningarna runt Pieni Rauvanvesi växer i huvudsak blandskog.